# Офлайн-браузер
Офлайн-браузер — це програма, що призначена для створення локальних копій сайтів або окремих сторінок та їх подальшого перегляду.

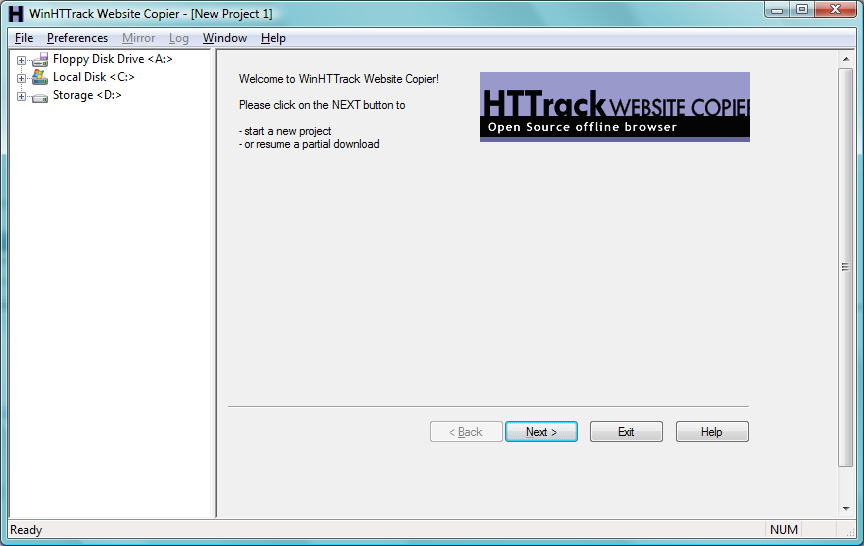
HTTrack

За допомогою різноманітних фільтрів у таких програмах можна завантажувати лише файли окремих типів, наприклад зображення.
Також можна задавати додаткові параметри для отримання необхідного результату.
Наприклад, глибина завантаження або обмеження за доменним ім'ям, завантаження за розкладом, обмеження за об'ємом інформації або кількості файлів та інші параметри.
Деякі менеджери завантажень мають подібні функції. Наприклад, Free Download Manager або Internet Download Manager.

## Приклади програм
- HTTrack
- GetLeft
- Offline Explorer
- Teleport Pro
- Free Download Manager
- Internet Download Manager